# Mariusz Walczak (młociarz)
Mariusz Walczak (ur. 27 lutego 1971) – polski lekkoatleta, specjalizujący się w rzucie młotem.

## Osiągnięcia
- Mistrzostwa Polski seniorów w lekkoatletyce
  - Piła 1996 – brązowy medal w rzucie młotem

## Rekordy życiowe
- rzut młotem – 70,02 (Warszawa 1998)